# 力学与机械工程词汇表
本文旨在提供一份尽可能完整的有关力学、机械工程及相关领域的术语列表，按条目对应的英文词组排序。

## A
- 磨损——固體表面材料的損壞、逐漸去除或變形
- 绝对零度——最低的溫度
- 加速寿命试验
- 加速度——速度的大小和/或方向隨時間變化的速率
- 加速度计
- 阿克曼转向几何
- 主动冷却
- 空气动力学——主要研究物體在空氣中運動時所產生的各種力
- 搅拌器
- 空气压缩机——10hp
- 空气调节
- 气流——空气的流动现象
- 公差 (工程)
- 美国机械工程师学会
- 安培——國際單位制中計算電流強度的單位
- 应用力学——研究宏觀物質運動規律及其在工程上如何應用的科學
- 人工智能——計算機科學分支，開發具有類似人類智能的機器和軟件
- 技术图纸#技术图纸集——技术
- 汽车——由动力驱动，具有4个或4个以上车轮的非轨道承载的机动车
- 汽车操控
- 汽车工程——車、船、航空器等載人或載貨設備
- 车轴——轮子或齿轮中央的直杆或曲杆

## B
- 巴比特合金
- 滚珠丝杠
- 轴承——承托转轴或直线运动轴的机件
- 带 (机械)
- 弯曲
- 转向架
- 脆性
- 屈曲
- 总线——在計算機內部組件之間傳輸數據的通信系統
- 锅炉

## C
- 计算机辅助设计——一种设计途径
- 计算机辅助制造——計算機輔助製造
- 计算器
- 微积分——數學領域
- 汽车操控
- 碳纤维
- 经典力学——研究宏观物体低速机械运动的现象与规律的力学分支
- 时钟——可報時的儀器
- 离合器
- 数控
- 热膨胀系数
- 燃烧
- 复合材料
- 压缩比
- 抗压强度
- 计算机——維基百科消歧義頁
- 计算机辅助设计——一种设计途径
- 计算机辅助制造——計算機輔助製造
- 数控
- 质量守恒——科學定律
- 约束算法 (力学)
- 连续介质力学
- 控制理论——数学或工程学分支领域
- 腐蚀
- 曲轴
- 控制论——探索调节系统的跨学科研究

## D
- 阻尼比
- 形变
- 设计——制定建造物體或系統的計劃或公約，亦指創作過程，又指創造力和創新的行為
- 可制造性设计
- 柴油发动机
- 差速器 (力学)
- 无量纲数——量类型
- 二极管——一種具有不對稱電導的兩個端子的電子元件
- 技术图纸——技术
- 传动轴
- 动力学——经典力学分支
- 动力计

## E
- 弹性 (物理学)——力学性能
- 电流——电荷的定向移动
- 电动机——機電設備
- 电气工程——工程學分支領域
- 电路——连结方式
- 电磁学——物理学科
- 电子电路
- 电子学——学科
- 能量——物理概念
- 发动机——將其他形式能量轉化為機械能的裝置
- 工程学——應用科學
- 工程控制论
- 工程制图
- 工程伦理——應用於工程技藝的道德原則系統
- 工程管理——工程管理 工程造价

## F
- 安全系数——安全係數
- 疲劳 (材料)
- 圆角 (力学)
- 热力学第一定律——物理理论
- 有限元分析
- 流体力学——力学分支，研究在各种力作用下流体介质运动和平衡的规律，特别是研究流体与固体、流体和流体之间的相互作用
- 飞轮
- 力——物体之间使物体加速或变形的相互作用，为物理学使用最广泛的基本概念之一
- 锻造
- 四冲程循环
- 四轮驱动
- 摩擦——兩個表面接觸的物體相對滑動時抵制它們的相對移動的力
- 前轮驱动——汽车类型
- 熔融沉积建模

## G
- 量规 (工程)
- 齿轮
- 齿轮比

## H
- 热机——系统执行转换的热量或热能机械工作
- 热传递
- 暖通空调
- 铰链
- 胡克定律——力學定律
- 暖通空调

## I
- 理想机械
- 帝国理工学院——英国伦敦的大学
- 斜面——一种倾斜的平板，为古代希腊人提出的六种简单机械之一，能够将物体以相对较小的力从低处提升至高处，但提升这物体的路径长度也会增加
- 电感器——元件
- 工业工程——学科
- 惯性
- 机械工程师学会
- 集成电路——將電路集中製造在半導體晶圓表面上的電子組件
- 发明——独特的创新的有形或无形物

## J
- 焦耳——國際單位制的能量、功、熱量單位

## K
- 开尔文——國際單位制中量度温度的基本單位
- 运动学——力学的分支

## L
- 激光
- 杠杆——由以固定中心或支點為樞軸的樑或剛性桿組成的簡單機器
- 法律责任——包括民法或刑法在内的法律意义上的责任
- 生命周期评估
- 连杆
- 机车——维基媒体消歧义页
- 润滑

## M
- 机器
- 机器学习——對電腦系統用於在沒有明確指令的情況下執行任務的演算法與統計模型的科學研究
- 磁路
- 安全系数——安全係數
- 质量传递
- 材料科学——学科
- 材料工程——学科
- 机械优势
- 机械效率
- 机械工程——学科
- 机械平衡
- 机械功——描述力对物体作用空间积累的物理量，其大小等于力和其作用点位移的标积
- 力学——學科
- 机电一体化——机电一体化
- 微机电系统
- 微机械
- 微处理器——包含在IC中的計算機處理器
- 微技术
- 分子纳米技术
- 力矩——作用力促使物体绕着转动轴或支点转动的趋向
- 惯性矩——维基媒体消歧义页
- 摩托车——载具

## N
- 纳米技术
- 牛顿 (单位)——描述力的物理公制单位
- 喷嘴

## O
- 欧姆定律——電學定律

## P
- 帕斯卡 (单位)——國際單位制導出的壓力和壓力單位
- 物理学——注重研究物質、能量、空間及時間的自然科學
- 活塞
- 滑动轴承
- 塑性
- 气动技术
- 泊松比
- 位置向量
- 电位差
- 功率——能量傳輸、使用或轉化的速率
- 动力冲程 (发动机)
- 压力——表示壓力作用效果的物理量
- 过程控制——工程术语
- 产品生命周期管理——维基媒体消歧义页
- 注册工程师
- 项目管理
- 滑轮
- 泵

## Q
- 品质——物品的特徵、品性、本質，商品或服務的水準、品質
- 质量控制
- 质量保证——在向客戶提供解決方案或服務時避免製造產品中的錯誤或缺陷並避免出現問題的方法

## R
- 铁路车辆
- 铁路货车
- 铁路轨道
- 反应动力学
- 后轮驱动——汽车类型
- 制冷——在受控條件下將熱量從一箇位置轉移到另一個位置的過程
- 可靠性工程
- 安全阀——阀门装置
- 摩擦——兩個表面接觸的物體相對滑動時抵制它們的相對移動的力
- 电阻器
- 逆向工程——從人造的任何東西中提取知識或設計信息並重新生成或根據提取的信息再現任何東西的過程
- 流变学
- 刚体
- 机器人技术——機器人的設計、建造、操作和應用
- 滚子链
- 滚动
- 转子动力学

## T
- 技术图纸——技术
- 技术——製作、修改、使用和了解工具、機器、技術、工藝、系統和組織方法
- 抗拉强度
- 弹性理论
- 热力学——物理学分支领域
- 热力学第三定律
- 扭矩——作用力促使物体绕着转动轴或支点转动的趋向
- 韧性——维基媒体消歧义页
- 轨距——铁路轨道两条钢轨之间的距离
- 传动 (机械)
- 卡车——商用或實用大型機動車輛
- 转向架
- 涡轮
- 摩擦学——机械学科
- 触摸屏——輸入/輸出設備通常分層在電子可視顯示器的頂部

## W
- 磨损——固體表面材料的損壞、逐漸去除或變形
- 楔形
- 重量转移
- 车轮——一种重要的机械装置
- 车轮组 (铁路)
- 功——描述力对物体作用空间积累的物理量，其大小等于力和其作用点位移的标积

## Y
- 屈服点——物理学术语
- 屈服强度——物理学术语
- 杨氏模量——線彈性固體材料的力學性能

## Z
- 零缺陷
- 热力学第零定律